# 七月九日縣 (聖大非省)

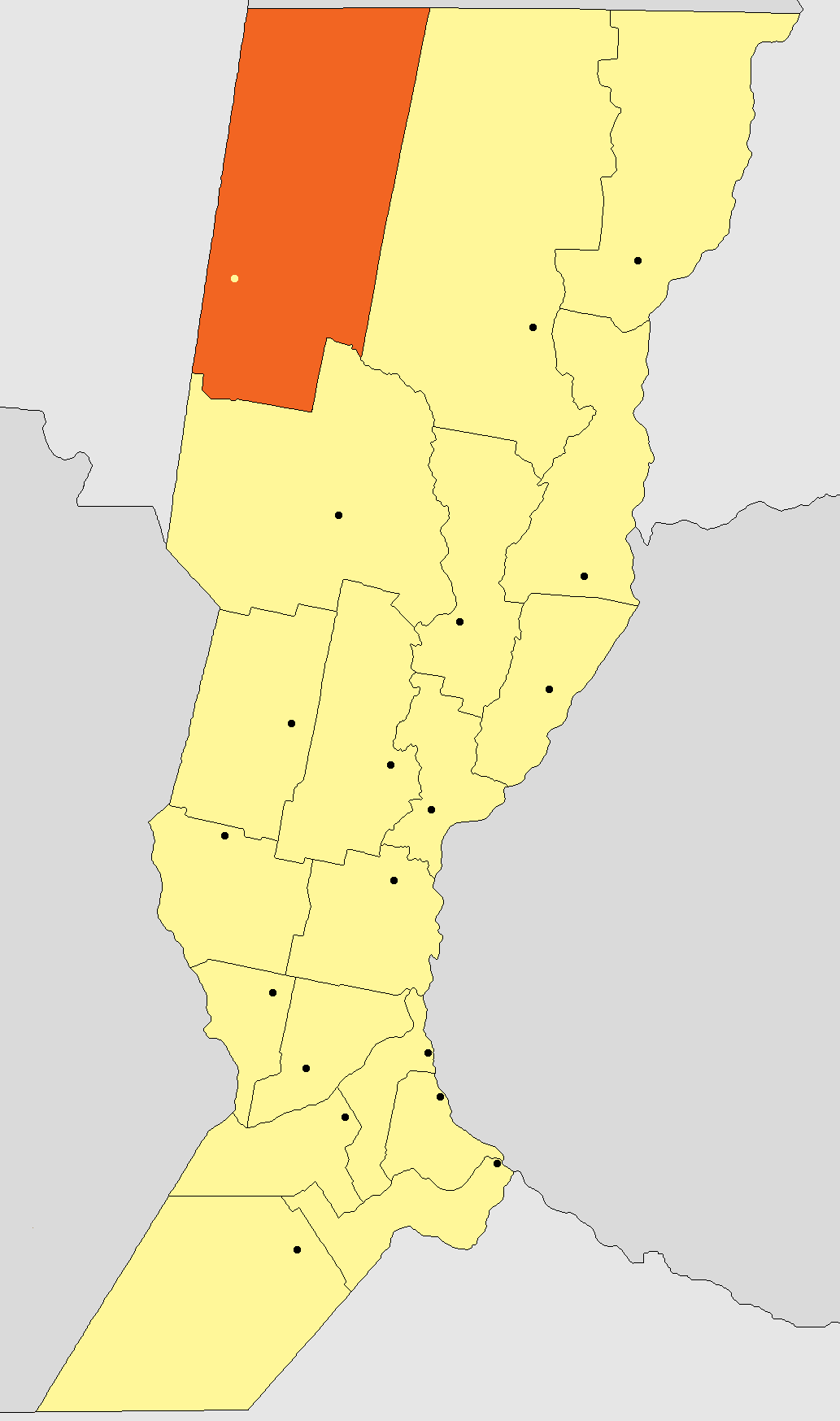

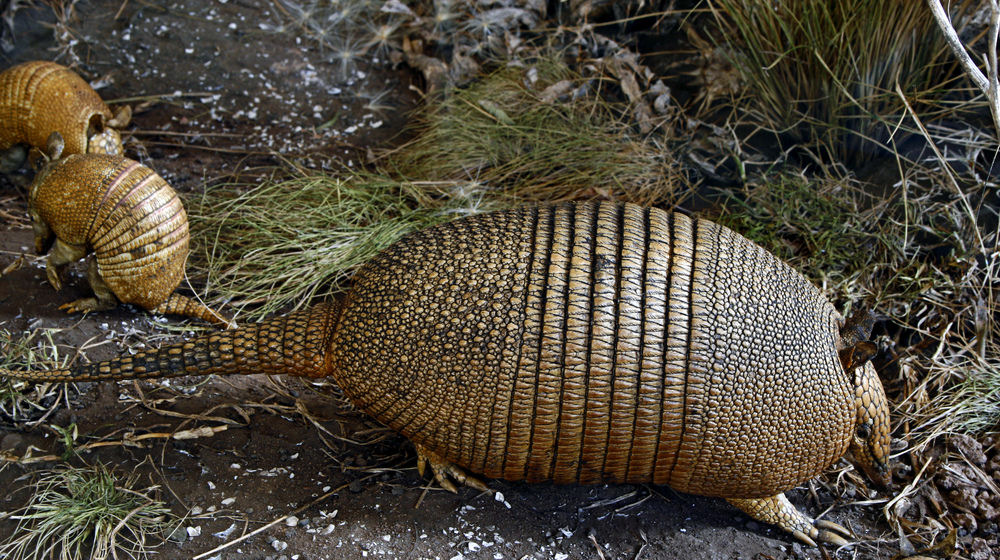

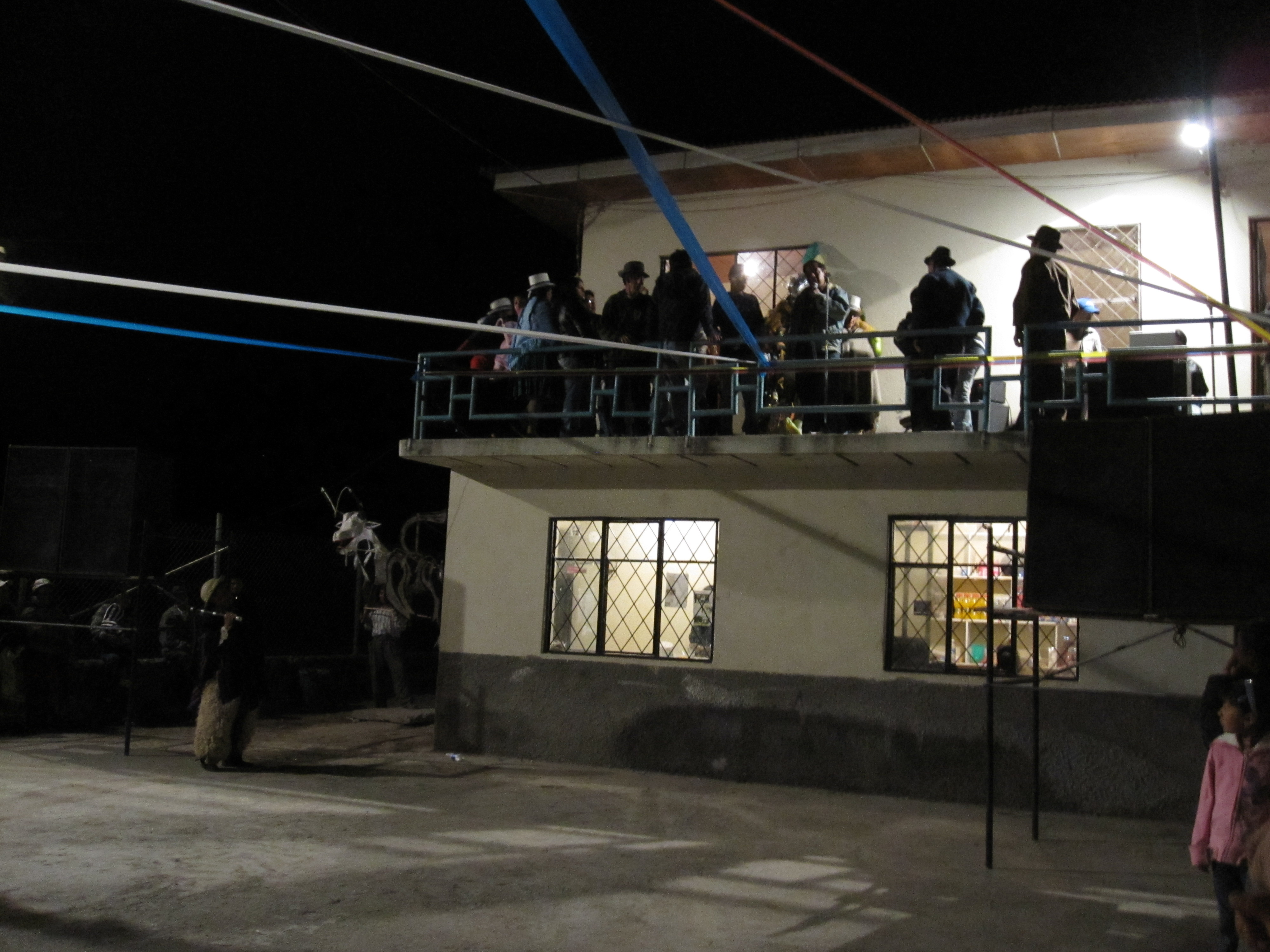

29°13′33″S 61°46′17″W / 29.22583°S 61.77139°W

七月九日縣（西班牙語：Departamento Nueve de Julio），是阿根廷的縣份，位於該國東北部聖大非省，首府設於托斯塔多，北面是查科省，面積16,870平方公里，2010年人口29,832，人口密度每平方公里1.77人。